# Guildford and Woking Alliance League
Guildford and Woking Alliance League là một giải bóng đá Anh thành lập năm 1995 do sự hợp nhất giữa Guildford League và Woking and District League.

## Thể thức
Giải đấu có 57 đội chia làm 6 hạng đấu. Hạng đấu cao nhất, Premier Division, nằm ở Cấp độ 14 trong Hệ thống các giải bóng đá ở Anh và góp đội cho Surrey County Intermediate League (Western).

## Các đội vô địch
| Mùa giải | Premier Division           | Division One               | Division Two                 | Division Three              | Division Four               | Division Five |
| -------- | -------------------------- | -------------------------- | ---------------------------- | --------------------------- | --------------------------- | ------------- |
| 1995–96  | Camphill Casuals           | Sunbury Rangers            | Royal Hollow                 | Pantiles                    | Queens Street Rangers       | N/A           |
| 1996–97  | University of Surrey       | Pantiles                   | Surrey Athletic              | AC Guildford                | Woking Phoenix              | N/A           |
| 1997–98  | Pantiles                   | Guildford Railway Old Boys | Pyrford                      | University of Surrey 'B'    | Bedfont Green Dự bị         | Heathervale   |
| 1998–99  | Hale                       | Hambledon                  | Guildford City Weysiders 'A' | Bedfont Green Dự bị         | Chertsey Cricket Club       | N/A           |
| 1999–00  | Unis Old Boys              | Weybrook Wanderers         | Chertsey Cricket Club        | Unis Old Boys Dự bị         | Woking Phoenix Dự bị        | N/A           |
| 2000–01  | Bedfont Green              | Chertsey Cricket Club      | Lightwater                   | AFC Chilworth               | Border & Heath End Dự bị    | N/A           |
| 2001–02  | Shalford                   | Staines Lammas 'A'         | Bisley Shooters              | Guildford City Dự bị        | N/A                         | N/A           |
| 2002–03  | Guildford Railway Old Boys | Staines Lammas 'A'         | Wonersh 'A'                  | Chertsey Cricket Club Dự bị | Hersham                     | N/A           |
| 2003–04  | Lightwater United          | Hambledon                  | Bedfont Green 'A'            | Capital Vikings             | Englefield Green Rovers 'A' | N/A           |
| 2004–05  | Ewhurst                    | Milford & Witley 'A'       | Hersham                      | West Byfleet Albion         | Shepperton FB               | N/A           |
| 2005–06  | Woking Phoenix             | Hersham                    | West Byfleet Albion          | AFC Bourne                  | Burpham Dự bị               | N/A           |
| 2006–07  | University of Surrey       | Abbey Rangers              | Border & Heath End           | Hersham Dự bị               | Bedfont Green 'C'           | N/A           |

| Mùa giải | Premier Division       | Division One       | Division Two            | Division Three          | Division Four North   | Division Four South        |
| -------- | ---------------------- | ------------------ | ----------------------- | ----------------------- | --------------------- | -------------------------- |
| 2007–08  | University of Surrey   | Pirbright Sports   | Shepperton FB           | Bedfont Green 'B'       | Cobham United         | AFC Chilworth              |
| 2008–09  | Millmead               | Shepperton FB      | AFC Woburn Arms         | AFC Bedfont Green Dự bị | Keens Park Rangers    | Bedfont Green Social South |
| 2009–10  | Pirbright Sports       | Abbey Rangers 'A'  | Tongham Dự bị           | Staines Lammas 'A'      | Ripley Village 'A'    | Milford & Witley 'C'       |
| 2010–11  | Hambledon              | Oatlands           | FC Shepperton           | Merrow 'A'              | AFC Bedfont Green 'A' | AFC Bedfont Green 'B'      |
| 2011–12  | Millmead               | Staines Lammas 'A' | Guildford Rangers       | Guildford Park          | AFC Bedfont Green 'A' | Shalford 'A'               |
| 2012–13  | Chertsey Old Salesians | Guildford United   | AFC Bedfont Green Dự bị | Astolat Athletic        | Addlestone            | Worplesdon Phoenix 'B'     |

| Mùa giải | Premier Division | Division One     | Division Two    | Division Three          | Division Four   | Division Five         |
| -------- | ---------------- | ---------------- | --------------- | ----------------------- | --------------- | --------------------- |
| 2013–14  | Egham Athletic   | Astolat Athletic | Parkside United | Lyne Dự bị              | Surrey Athletic | N/A                   |
| 2014–15  | Guildford Park   | Parkside United  | Woking United   | AFC Bedfont Green Dự bị | Swinley Forest  | Parkside United Dự bị |

## Các câu lạc bộ mùa giải 2015–16
- Premier Division

AFC Westend | Chertsey Old Salesians | Guildford Rangers | Holmbury St. Mary | Lyne | Manorcroft United | North Leatherhead United | Parkside United | Shalford
- Division One

Allianz | AFC Westend Dự bị | Burpham | Heathervale | Swinley Forest | University of Surrey 'A' | Weysiders | Woking & Maybury | Woking United Sports | Worplesdon Phoenix 'A'
- Division Two

AFC Bedfont Green | Bourne Blades | Chertsey Curfews Dự bị | Elstead | FC Shepperton | Merrow 'A' | Ockham | Puttenham United | Surrey Athletic | West Byfleet Albion
- Division Three

Addlestone United | Blackwater Royals | Burpham Dự bị | Deepcut | Dunsfold Dự bị | Farncombe Athletic | Shottermill & Haslemere 'A' | United of Farnham | Woking Corinthians | Woking Tigers
- Division Four

Byfleet | FC Staines | Hersham Sports & Social | Knaphill Athletic Dự bị | Laleham Athletic | Ockham Dự bị | Shalford Dự bị | Staines Lammas Dự bị | Woking & Horsell 'A'
- Division Five

Burpham 'A' | Farncombe Athletic Dự bị | Guildford Barbarians | Hambledon 'A' | Hersham | United of Farnham Dự bị | University of Surrey 'B' | Walton Comrades | Weysiders Dự bị